# Степанов, Алексей Сергеевич (боксёр)
Алексе́й Серге́евич Степа́нов (род. 13 октября 1978, Волгоград) — российский боксёр, представитель лёгкой весовой категории. Выступал за сборную России по боксу в конце 1990-х — начале 2000-х годов, серебряный призёр чемпионата мира, серебряный призёр Игр доброй воли, серебряный и бронзовый призёр российских национальных первенств, обладатель Кубка России. На соревнованиях представлял Волгоградскую область и Вооружённые Силы, мастер спорта России международного класса.

## Биография
Алексей Степанов родился 13 октября 1978 года в Волгограде. Активно заниматься боксом начал с раннего детства, проходил подготовку под руководством заслуженного тренера России Александра Сергеевича Черноиванова.
Впервые заявил о себе ещё в 1996 году, выиграв бронзовую медаль на чемпионате России среди юниоров в Челябинске.
Первого серьёзного успеха на взрослом уровне добился в сезоне 1998 года, когда в зачёте лёгкой весовой категории стал бронзовым призёром чемпионата России в Белгороде. Год спустя на аналогичных соревнованиях в Челябинске добрался до финала и получил серебряную медаль, потерпев единственное поражение от чемпиона мира Александра Малетина. По итогам национального первенства вошёл в основной состав российской сборной и побывал на чемпионате мира в Хьюстоне, откуда привёз награду серебряного достоинства — в полуфинале прошёл сильного болгарина Димитра Штилянова, но в решающем поединке был остановлен кубинцем Марио Кинделаном.
В 2000 году на чемпионате России в Самаре Степанов взял бронзу. В следующем сезоне в зачёте национального первенства в Саратове вновь стал бронзовым призёром. Кроме того, одержал победу на Кубке России в Подольске, где последовательно выиграл у братьев Шафидина и Хабиба Аллахвердиевых в полуфинале и финале соответственно. Благодаря череде удачных выступлений удостоился права защищать честь страны на Играх доброй воли в Брисбене — на стадии полуфиналов взял верх над турком Сельчуком Айдыном, тогда как в финале вновь встретился с титулованным представителем Кубы Кинделаном и снова потерпел от него поражение.
За выдающиеся спортивные достижения удостоен почётного звания «Мастер спорта России международного класса».
Имеет высшее образование, окончил Волгоградскую государственную академию физической культуры, где обучался на кафедре теории и методики бокса и тяжелой атлетики. Член Волгоградского областного профсоюза боксёров.